# جبل الاخدام (عبس)

تعديل مصدري - تعديل

جبل الاخدام هي إحدى قرى عزلة بني حسن بمديرية عبس التابعة لمحافظة حجة، بلغ تعداد سكانها 57 نسمة حسب تعداد اليمن لعام 2004.